# مشروع داون تاون جدة
مشروع داون تاون جدة هو مشروع إعادة تطوير الواجهة البحرية في وسط كورنيش مدينة جدة، بهدف تحويلها إلى منطقة حيوية ووجهة سياحية وسكنية وتجارية فريدة لتصبح جدة داون تاون الجديدة. على مساحة 5 ملايين متر مربع تتسع لأكثر من من 58 ألف شخص. يبدأ تنفيذ المشروع في 31-03-2019م وسينتهي في 31-12-2029م ويتوقع أن يوفر نحو 36 ألف فرصة وظيفية.

## أهداف المشروع
يهدف المشروع إلى تهيئة بيئة جاذبة ومتميزة تسهم في تطوير مدينة جدة، للوصول بها ضمن أفضل 100 مدينة على مستوى العالم.

### مكونات المشروع
يتكون المشروع من منطقة سكنية تمثل حوالي 42% من مساحة المشروع بواقع أكثر من 12 ألف وحدة سكنية، ومناطق للتجزئة والترفيه تمثل حوالي 35%، ومنطقة مكاتب تمثل 12%، وأخيرا منطقة ضيافة تغطي 11% من مساحة المشروع.

### حقائق
- يتضمن المشروع 12,000 وحدة سكنية.
- يوفر المشروع 36,000 فرصة عمل.
- يستوعب المشروع 58,000 نسمة.
- مسطحات البناء تزيد عن 5,000,000 متر مربع.

## مناطق المشروع
تشمل خطة المشروع تطوير مناطق رئيسية تضم منطقة متاحف ومراكز للأنشطة الثقافية والاجتماعية، ومنطقة مركزية لأنشطة الأعمال والابتكار، ومنطقة للنشاطات التجارية والتسوق، ومنطقة للحدائق والمتنزهات الترفيهية والنشاطات الرياضية، ومنطقة للضيافة والفنادق والمنتجعات، بالإضافة إلى منطقة الشاطئ والنشاطات البحرية والتنزه ومرسى للقوارب واليخوت الخاصة